# Marilies Flemming

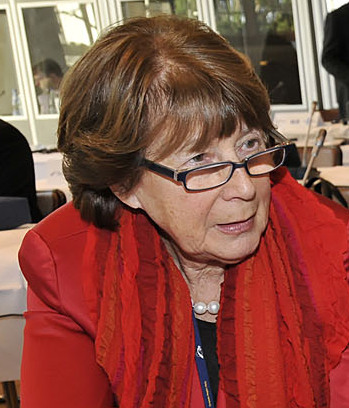
Marilies Flemming (2009)

Marilies Flemming, geb. Oertl (* 16. Dezember 1933 in Wiener Neustadt; † 9. Juli 2023) war eine österreichische Politikerin (ÖVP). Sie war u. a. österreichische Frauen- und Umweltministerin. Als Abgeordnete zum Europäischen Parlament verwendete sie den Namen Marialiese Flemming.

## Leben
Marilies Oertl besuchte zuerst ein Gymnasium in Salzburg (1945–1948), danach ein Bundesrealgymnasium in Wien (1948–1952), nach der Matura studierte sie von 1952 bis 1959 Rechtswissenschaften an der Universität Wien. In den Jahren 1953 bis 1954 machte sie Sprachstudien in Paris und an der Universität Cambridge.
1963 heiratete sie Wulf Flemming, einen Filmproduzenten. 1964 und 1966 wurden ihre beiden Kinder geboren. Von 1972 bis 1991 war sie als Geschäftsführerin und Gesellschafterin seiner Filmproduktionsfirma tätig.
Von 1973 bis 1987 war sie Abgeordnete zum Wiener Landtag. 1987 wurde sie Bundesministerin für Umwelt, Jugend und Familie. Flemming hat sich stets für Umweltbelange eingesetzt – sie war an der Besetzung der Hainburger Au beteiligt und hat sich öffentlich als Gegnerin des Kernkraftwerks Zwentendorf profiliert.
1988 rief sie im Namen der Republik Österreich den Bayerischen Verwaltungsgerichtshof in München und das Bundesverwaltungsgericht in Berlin an, um den Bau der Wiederaufarbeitungsanlage Wackersdorf (WAA) in Bayern zu verhindern. Über das WAA-Aus 1989 freute sich Flemming sehr und lobte die Lernfähigkeit der deutschen Politiker.
Während ihrer Amtszeit als Ministerin wurden das Chemikaliengesetz, das Luftreinhaltegesetz und das Smogalarmgesetz beschlossen.
Nach der Nationalratswahl 1990 zog sie erneut in die Regierung ein. 1991 trat sie aufgrund massiver Kritik der Opposition zurück – bei ihrer Angelobung hatte sie dem Unvereinbarkeitsausschuss nicht gemeldet, dass sie an der Filmproduktionsfirma ihres Mannes beteiligt war. Die Firma hatte während Flemmings Amtszeit mehrere Aufträge vom ORF bekommen. Ihre Nachfolgerin wurde Ruth Feldgrill-Zankel.
Von 1987 bis 1993 war sie Präsidentin der Europäischen Frauen-Union, von 1996 bis 2004 Mitglied des Europäischen Parlaments. Ab 1995 war sie stellvertretende Obfrau des Österreichischen Seniorenbundes. 2004 wurde sie Vizepräsidentin der Europäischen Senioren-Union (ESU).
Marilies Flemming starb im Juli 2023 im Alter von 89 Jahren. Sie wurde in Traunkirchen bestattet.

## Auszeichnungen
- 1990: Großes Goldenes Ehrenzeichen am Bande für Verdienste um die Republik Österreich[11]
- Goldenes Ehrenzeichen für Verdienste um das Land Wien